# Безопасность
Безопа́сность — состояние защищённости жизненно важных интересов личности, общества, государства от внутренних и внешних угроз, либо способность предмета, явления или процесса сохраняться при разрушающих воздействиях.
Безопасность — условия, в которых находится сложная система, когда действие внешних и внутренних факторов не приводит к процессам, которые считаются негативными по отношению к данной сложной системе в соответствии с имеющимися на данном этапе потребностям, знаниям и представлениям.
В России впервые на законодательном уровне понятие «безопасность» было установлено в 1992 году законом «О безопасности». Закон закрепил правовые основы безопасности личности, общества и государства, определил систему безопасности и её функции, установил порядок организации и финансирования органов обеспечения безопасности, а также контроля и надзора за законностью их деятельности.

## Правовая основа
В Российской Федерации безопасность человека обеспечивает уголовное законодательство.:Ст. 7 Также задачами Уголовного кодекса является охрана общественной безопасности, обеспечение мира и безопасности человечества.:Ст. 2 Отдельные виды безопасности регулируются Федеральным законом от 28.12.2010 № 390-ФЗ «О безопасности» и другими законами.

## Личная
Личная безопасность — состояние защищённости человека от психологического, физического или иного насильственного посягательства.

## Общественная
Общественная безопасность — способность социальных институтов общества обеспечить его устойчивое, независимое, свободное и самостоятельное развитие и реализацию выбранного пути. Определяется уровнем и состоянием общественных отношений.

## Мнимая
Мнимая безопасность — существующее лишь в мысленном представлении людей состояние защищённости жизненно важных интересов личности, общества, государства от внутренних и внешних угроз.
Также, называется «театр безопасности».

## Государственная
Государственная безопасность — система общественных и государственных гарантий, защищающих основные ценности, духовные и материальные источники жизнедеятельности, гражданских прав и свобод человека, защиту суверенитета, территориальной целостности и независимости от внешних и внутренних угроз.
Государственные органы безопасности:
- КГБ — СССР
- ФСБ — Россия
- АНБ — США
- СБУ — Украина
- КГБ РБ — Белоруссия

В России центральным звеном деятельности государства в области безопасности является Совет Безопасности Российской Федерации.

## Методы обеспечения безопасности
- Управление рисками
- Повышение устойчивости к деструктивным воздействиям (например, выработка и укрепление иммунитета при охране здоровья, создание систем парирования и ликвидации последствий деструктивных воздействий)
- Создание систем и средств защиты от угроз
- Уничтожение (изоляция) источников угроз

## Допустимый (приемлемый) риск
Допустимый риск — величина риска, достижимая по техническим, экономическим и технологическим возможностям; принято допустимым считать 10−6, что означает гибель одного человека на 1000000 и соответствует риску гибели людей от природных опасностей.

## Виды безопасности
- Авиационная безопасность
- Безопасность дорожного движения
- Безопасность движения на железнодорожном транспорте
- Безопасность полетов
- Биологическая безопасность
- Военная безопасность
- Государственная безопасность
- Безопасность систем управления
- Информационная безопасность
- Компьютерная безопасность
- Национальная безопасность
- Охрана труда
- Пожарная безопасность
- Половая безопасность
- Промышленная безопасность
- Радиационная безопасность
- Теория национальной безопасности
- Техника безопасности
- Техносферная безопасность
- Транспортная безопасность
- Экономическая безопасность
- Экологическая безопасность
- Электрическая безопасность
- Энергетическая безопасность
- Ядерная безопасность
- Безопасность военной службы
- и другая